# Stary cmentarz żydowski w Inowrocławiu
Stary cmentarz żydowski w Inowrocławiu – kirkut znajduje się na rogu ul. Studziennej i Zofiówka. Powstał w XVI wieku. Zniszczony w czasie okupacji hitlerowskiej. Obecnie na jego miejscu znajdują się działki pracownicze. Nie zachowały się na nim żadne macewy.